# 김도형 (프로게이머)
김도형은 대한민국의 FIFA 온라인 프로게이머이다. 최근 2013년 12월에 열린 EA SPORTS 피파온라인3 챔피언십 2013에서 팀전 3위를 차지하였다.

## 수상 경력
- 2002 SGC배 16강
- 2002 WCG 베타 리그 2위
- 2002 NTCZ배제1회 8강
- 2002 WCG 1차 리그 1위
- 2002 한국프로게임협회배 8강
- 2002년 8월 WCG 오프라인 8강통과 (본선진출)
- 2004년 11월 X-BOX피파 아시아지역 대표선발전 8강
- 2012년 WCG 국가 대표 선발전 4강
- 2013년 SONY 피파13 토너먼트 우승
- 2013 EA SPORTS 피파온라인3 챔피언십 2013 팀전 3위